# Kaledoniderna
Kaledoniderna eller den Kaledoniska bergskedjan, är en nederoderad bergskedja som omfattade delar av nordvästra Irland, bergsområdena i norra Skottland, Nordgrönland samt den Skandinaviska fjällkedjan till Spetsbergen. I dagsläget är Kaledoniderna ett avlångt geologisk deformationsbäte, ett så kallat orogen. De nutida Skanderna uppstod mycket senare och oberoende över samma område som Skandinaviska Kaledoniderna. 
Kaledoniderna är ett resultat av den kaledonska orogenesen och började att bildas för cirka 490 miljoner år sedan. Den initierades genom att Avalonia började närma sig, för att sedan kollidera med Laurentia. Samtidigt närmade sig Baltika Laurentia och till slut kolliderade de två kontinenterna. Detta innebar en period av intensiv bergskedjebildning.  Det är därför som man idag hittar delar av Laurentia (nuvarande Nordamerika) i Europa. I samband med att Baltika och Laurentia närmade sig varandra blev Iapetushavet allt mindre och mindre.
Den nordamerikanska avlöparen fortsätter söderut via den akadiska orogenesen (dess idag nedslipade berg löper öster om dagens Appalacherna). Kaledonidernas europeiska och nordamerikanska längd blir tillsammans 5 100 km.

## Uppbyggnaden av den skandinaviska delen av bergskedjan
Den skandinaviska delen av Kaledoniderna delas in i olika skollor.
- översta skollberggrunden
- övre skollberggrunden (t.ex. Köliskollan)
- mellersta skollberggrunden (t.ex. Offerdals-, Seve- och Särvskollorna)
- undre skollberggrunden.

Bergarterna inom dessa skollor har sitt ursprung i olika geologiska miljöer, Baltikas randzon, Iapetushavets botten och delar av Laurentia. 
Den understa skollberggrunden innehåller bergarter som bildades på Baltikas kontinentalsockel och ju högre upp man kommer bland skollorna desto närmare kommer man rester från Laurentia, vilket är den paleokontinent som motsvaras av vår tids Nordamerika.

### Lista över skollor
- Offerdalsskollan
- Köliskollan
- Seveskollan
- Särvskollan